# (9775) Joeferguson
(9775) Joeferguson (1993 OH12) – planetoida z pasa głównego asteroid okrążająca Słońce w ciągu 4,23 lat w średniej odległości 2,61 j.a. Odkryta 19 lipca 1993 roku.